# Jurij Trofimov
Jurij Trofimov (russisk: Юрий Викторович Трофимов tr. Jurij Viktorovitj Trofimov – fornavnet ses også translittereret som Iouri eller Yuri) (født 26. januar 1984 i Igra) er en russisk tidligere professionel cykelrytter, som cykler for det professionelle cykelhold Bouygues Télécom. I 2008 har han vundet etaper i Étoile de Bessèges og Critérium du Dauphiné Libéré.

## Eksterne links
- Jurij Trofimovs profil på Sports-Reference OL-resultater (arkiveret) (engelsk)
- Jurij Trofimovs profil på Olympedia (engelsk)
- Jurij Trofimovs profil hos UCI (engelsk)
- Jurij Trofimovs profil på CycleBase (engelsk)
- Jurij Trofimovs profil på Cykelsiderne
- Jurij Trofimovs profil på Cycling Quotient (engelsk)
- Jurij Trofimovs profil på ProCyclingStats (engelsk)
- Jurij Trofimovs profil på FirstCycling

| Cykling | Spire Denne biografi om en cykelrytter er en spire som bør udbygges. Du er velkommen til at hjælpe Wikipedia ved at udvide den. |